# Episodi di Ricercato vivo o morto (terza stagione)
La terza stagione della serie televisiva Ricercato vivo o morto (Wanted: Dead or Alive) è andata in onda negli Stati Uniti dal 21 settembre 1960 al 29 marzo 1961 sulla CBS.
| nº | Titolo originale     | Titolo italiano      | Prima TV USA      | Prima TV Italia |
| -- | -------------------- | -------------------- | ----------------- | --------------- |
| 1  | The Trial            | Il processo          | 21 settembre 1960 |                 |
| 2  | The Cure             | La cura              | 28 settembre 1960 |                 |
| 3  | Journey for Josh     | Un viaggio per Josh  | 5 ottobre 1960    |                 |
| 4  | The Looters          | I saccheggiatori     | 12 ottobre 1960   |                 |
| 5  | The Twain Shall Meet | Il giornalista       | 19 ottobre 1960   |                 |
| 6  | The Showdown         | Lo sporco trucco     | 26 ottobre 1960   |                 |
| 7  | Surprise Witness     | Testimone a sorpresa | 2 novembre 1960   |                 |
| 8  | To the Victor        | -                    | 9 novembre 1960   |                 |
| 9  | Criss-Cross          | -                    | 16 novembre 1960  |                 |
| 10 | The Medicine Man     | Il ciarlatano        | 23 novembre 1960  |                 |
| 11 | One Mother Too Many  | Una madre di troppo  | 7 dicembre 1960   |                 |
| 12 | The Choice           | La scelta            | 14 dicembre 1960  |                 |
| 13 | Three for One        | Tre per uno          | 21 dicembre 1960  |                 |
| 14 | Witch Woman          | La strega            | 28 dicembre 1960  |                 |
| 15 | Baa-Baa              |                      | 4 gennaio 1961    |                 |
| 16 | The Last Retreat     | L'ultima ritirata    | 11 gennaio 1961   |                 |
| 17 | Bounty on Josh       | Taglia su Josh       | 25 gennaio 1961   |                 |
| 18 | Hero in the Dust     | Eroi nella polvere   | 1º febbraio 1961  |                 |
| 19 | Epitaph              | Epitaffio            | 8 febbraio 1961   |                 |
| 20 | The Voice of Silence | La voce del silenzio | 15 febbraio 1961  |                 |
| 21 | El Gato              | El Gato              | 22 febbraio 1961  |                 |
| 22 | Detour               |                      | 1º marzo 1961     |                 |
| 23 | Monday Morning       |                      | 8 marzo 1961      |                 |
| 24 | The Long Search      | La lunga ricerca     | 15 marzo 1961     |                 |
| 25 | Dead Reckoning       |                      | 22 marzo 1961     |                 |
| 26 | Barney's Bounty      |                      | 29 marzo 1961     |                 |

## The Trial
- Prima televisiva: 21 settembre 1960
- Diretto da: Harry Harris
- Scritto da: Ed Adamson

### Trama
- Guest star: John Pickard (Carl Langley), James Coburn (Howard Catlett), Edwin Mills (Sam Atkins), Bob January (Frank Nelson), Tom Vize (Harvey Griffith), Paul Burke (Daniel Trenner), Wright King (vice sceriffo Jason Nichols)

## The Cure
- Prima televisiva: 28 settembre 1960
- Diretto da: Gene Reynolds
- Scritto da: Ed Adamson

### Trama
- Guest star: Harold Stone (Harry Simmons), Charles P. Thompson (dottor Williams), Chuck Hayward (A Rider), Claudia Bryar (Emily Kendrick), Thomas Browne Henry (Alfred Simmons), Wright King (vice sceriffo Jason Nichols)

## Journey for Josh
- Prima televisiva: 5 ottobre 1960
- Diretto da: Harry Harris
- Scritto da: Ed Adamson

### Trama
- Guest star: Charles Bail (Larry Thayer), Orville Sherman (sceriffo Owens), Jason Wingreen (Nick Peters), Russ Bender (sceriffo Tom Brice), Lisa Gaye (Susan Marno), Wright King (vice sceriffo Jason Nichols)

## The Looters
- Prima televisiva: 12 ottobre 1960
- Diretto da: Harry Harris
- Scritto da: Norman Katkov

### Trama
- Guest star: Gaines Kincaid (sceriffo), Dave Willock (giudice), John Alderman (Chum), John Eldredge (barista), Dennis Patrick (Eli), Gloria Blondell (Lucy), Pat McCaffrie (Leonard), Tom Gilson (Frank)

## The Twain Shall Meet
- Prima televisiva: 19 ottobre 1960
- Diretto da: Richard Donner
- Scritto da: Norman Katkov

### Trama
- Guest star: Rodney Bell (uomo), Michael Lipton (Arthur Pierce Madison), Howard Ledig (Jack Torrance), Allen Jaffe (Sid Gonda), Jim Hayward (uomo), Joseph J. Greene (Jim Arnold), Mary Tyler Moore (Sophie Anderson)

## The Showdown
- Prima televisiva: 26 ottobre 1960
- Diretto da: Murray Golden
- Scritto da: Ed Adamson

### Trama
- Guest star: June Dayton (Gloria Haywood), Robert Williams (Phil), Tom Drake (Johnny Haywood), Jackie Loughery (Kitty Conners), Mark Allen (vice sceriffo Charlie Evans), Leake Bevil (Howie), William Vaughn (Carl Silvera), Walter Sande (sceriffo Walt Spence)

## Surprise Witness
- Prima televisiva: 2 novembre 1960
- Diretto da: Murray Golden
- Scritto da: Ed Adamson

### Trama
- Guest star: Sari Price (Evelyn Martinson), Sam Hearn (Leon Faber), Lee Bergere (Carlos Domingo), Argentina Brunetti (Juanita Domingo), Robert W. Kenneally (Marty), Bill Quinn (sceriffo George Mason)

## To the Victor
- Prima televisiva: 9 novembre 1960
- Diretto da: Murray Golden
- Scritto da: Ed Adamson

### Trama
- Guest star: Hal K. Dawson (Henry Foster), Suzanne Storrs (Liz Strata), Susan Crane (Alice Adams), Jan Stine (Kenneth Adams), Vince Deadrick, Sr. (Norman), Diana Crawford (Millie), Richard Farnsworth (Hal), Frank Albertson (sceriffo Mike Strata), George Ramsey (Walt Pierson), Nacho Galindo (Howard Wiley), Olan Soule (Simon Denton)

## Criss-Cross
- Prima televisiva: 16 novembre 1960
- Diretto da: Murray Golden
- Scritto da: Norman Katkov

### Trama
- Guest star: Patricia King (Nora Dawson), John Craven (Zach Dawson), Mark Rydell (Tom Adams), Vaughn Taylor (Doc Adams), Guy Wilkerson (cercatore), Robert Nash (sceriffo Hal Martenson)

## The Medicine Man
- Prima televisiva: 23 novembre 1960
- Diretto da: Richard Donner
- Scritto da: Norman Katkov

### Trama
- Guest star: J. Pat O'Malley (Doc), John Baer (Jim Lansing), Ben Chandler (sceriffo), Richard Bartell (uomo), James Parnell (barista), Ric Applewhite (uomo), Ted de Corsia (Arthur Barchester), Cloris Leachman (Ann Barchester)

## One Mother Too Many
- Prima televisiva: 7 dicembre 1960
- Diretto da: Harry Harris
- Scritto da: Norman Katkov

### Trama
- Guest star: Lewis Charles (Malcolm), Raymond Greenleaf (giudice Timothy Banning), Bryan Russell (Davy Morrison), Betty Lou Gerson (Irene Goodhue Morrison), Richard Adams (rancher), Robert F. Hoy (James), Joyce Meadows (Beth Morrison)

## The Choice
- Prima televisiva: 14 dicembre 1960
- Diretto da: Harry Harris
- Scritto da: Norman Katkov

### Trama
- Guest star: Dick Foran (Frank Koster), Maxine Stuart (Jane Koster), Barbara Hines (Martha Towers), Burt Douglas (Stacy Lenz), Chuck Hayward (Bob Bradley)

## Three for One
- Prima televisiva: 21 dicembre 1960
- Diretto da: Murray Golden
- Scritto da: Norman Katkov

### Trama
- Guest star: Harry Landers (Lafe Martin), Leonard Bell (sceriffo Ken Turner), Richard Anderson (Tom Fellow), Gloria Talbott (Jennifer Clay), Fred Krone (Walt), Dee Pollock (Ben Jr.), Sydney Smith (Ben Farrell), Terry Becker (vice sceriffo Fred Kimball), Kasey Rogers (Kate)

## Witch Woman
- Prima televisiva: 28 dicembre 1960
- Diretto da: Harry Harris
- Scritto da: Norman Katkov

### Trama
- Guest star: Jeanette Nolan (La Curandera), Tom Hernández (Carlos), Julia Montoya (Esperanza), Rodolfo Hoyos, Jr. (Don Emilio Flores), Ruben Moreno (Juan), Victor Millan (Rafael Guerra)

## Baa-Baa
- Prima televisiva: 4 gennaio 1961
- Diretto da: Harry Harris
- Scritto da: Norman Katkov

### Trama
- Guest star: Hollis Irving (Helen Goode), Stuart Randall (Watkins), Sailor Vincent (uomo), Dave Willock (George Goode), Joe Devlin (Larry), Frank Gerstle (caposquadra), Wally Brown (barista), Judith Rawlins (Hazel), Robert Easton (Jeff), Gerald Milton (Moose), Pedro Gonzalez Gonzalez

## The Last Retreat
- Prima televisiva: 11 gennaio 1961
- Diretto da: Richard Donner
- Scritto da: Norman Katkov

### Trama
- Guest star: John Cliff (Tom Jenks), William Hudson (sceriffo), Ross Elliott (Jim Lawton), Warren Oates (Clem Robinson), Constance Ford (Sarah Lawton)

## Bounty on Josh
- Prima televisiva: 25 gennaio 1961
- Diretto da: Richard Donner
- Scritto da: Ed Adamson

### Trama
- Guest star: Ric Applewhite (barista), Rhys Williams (dottore), Michael Greene (sceriffo Willis), Jerry C. Lawrence (ubriaco), Jean Allison (Carol Frazer), Jay Adler (Ferris)

## Hero in the Dust
- Prima televisiva: 1º febbraio 1961
- Diretto da: Harry Harris
- Scritto da: Norman Katkov

### Trama
- Guest star: Paul Bon Tempi (Pete Weaver), Nick Bon Tempi (Harry Weaver), Audrey Clark Caire (Polly), Ralph Bell (Phil Richards)

## Epitaph
- Prima televisiva: 8 febbraio 1961
- Diretto da: Harry Harris
- Scritto da: Norman Katkov

### Trama
- Guest star: Bart Burns (sceriffo Walt Sommers), James Drake (Larry Simons), Enid Jaynes (Martha Boyd), Lewis Charles (Hoyt Larson), Richard Keene (Karl), Richard Anderson (sceriffo Jim Kramer)

## The Voice of Silence
- Prima televisiva: 15 febbraio 1961
- Diretto da: Richard Donner
- Scritto da: Ed Adamson

### Trama
- Guest star: Vince Deadrick, Sr. (Ken Brice), Charles Bail (Wally Brice), Carolyn Kearney (Carol Hagen), Dick Rich (Harry Brice), Herman Rudin (Drifter), Roy Barcroft (Frank Hagen)

## El Gato
- Prima televisiva: 22 febbraio 1961
- Diretto da: Murray Golden
- Scritto da: Ed Adamson

### Trama
- Guest star: Linda Cordova (Maria), Roberto Contreras (Jimanez), Noah Beery Jr. (El Gato), Steven Marlo (Coyote), Jason Johnson (impiegato dell'hotel), Bernie Gozier (Butera), Don Carlos (Pedro), Olan Soule (Archie Warner)

## Detour
- Prima televisiva: 1º marzo 1961
- Diretto da: Murray Golden
- Scritto da: Norman Katkov

### Trama
- Guest star: Melinda Plowman (Patience Fairweather), Byron Foulger (Reverend), Jan Brooks (Jane Fairweather), Howard Smith (Martin Fairweather), Jacquelyne Park (cameriera), Howard Morris (Clayton Armstrong)

## Monday Morning
- Prima televisiva: 8 marzo 1961
- Diretto da: Murray Golden
- Scritto da: Ed Adamson

### Trama
- Guest star: David Manley (Joseph Richards), Craig Duncan (sceriffo), Richard Carlyle (Charlie Glover), Ralph Bell (Sam Vickers), Bill Quinn (Porter Fairchild)

## The Long Search
- Prima televisiva: 15 marzo 1961
- Diretto da: Murray Golden
- Scritto da: Norman Katkov

### Trama
- Guest star: Dale Ishimoto (Taro Yamamoto), Robert Kenneally (Bill Timmons), Linda Wong (Yoshika Nakamura), Lynette Bernay (Kitty), William Eben Stephens (Frank), Stanley Clements (Krebs), Olan Soule (impiegato)

## Dead Reckoning
- Prima televisiva: 22 marzo 1961
- Diretto da: Murray Golden
- Scritto da: Ed Adamson

### Trama
- Guest star: John Alderman (Wade Taggert), Roy Engel (sceriffo Art Hampton), Jan Brooks (Barbara Decker), Chuck Hayward (Burt Taggert), Leonard Bell (Ollie Prescott), Jimmy Lydon (Paul Decker)

## Barney's Bounty
- Prima televisiva: 29 marzo 1961
- Diretto da: Richard Donner
- Scritto da: Sumner Arthur Long, Ed Adamson

### Trama
- Guest star: Jan Arvan (Sam), John Bolt (David Durant), Bill Quinn (barista), Noah Beery Jr. (Barney Durant), Alan Austin (Rake Barton), Vince Deadrick, Sr. (Sy Benton), Bill Hart (Frank Garth)